# デーヴィド・フラム

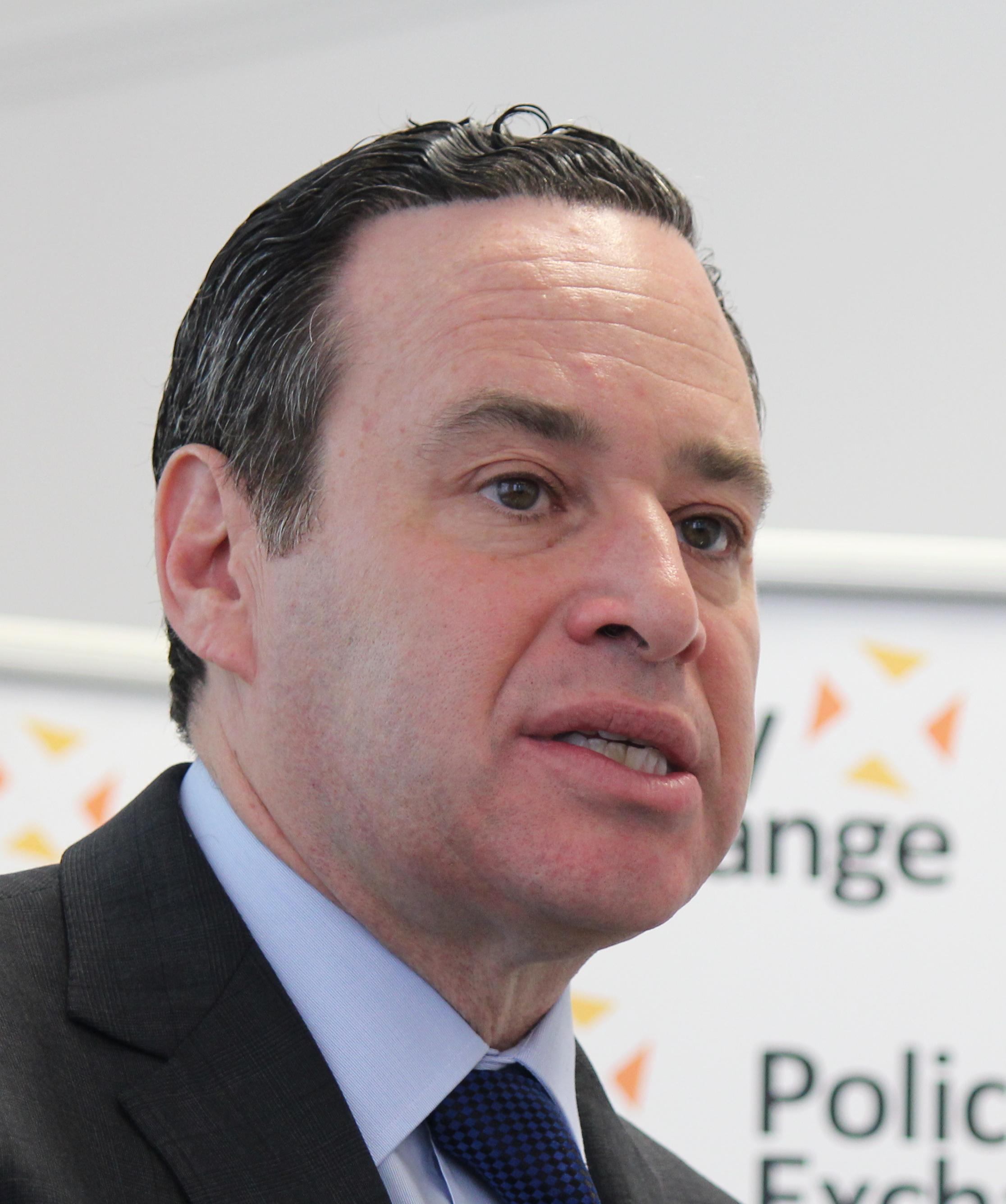
デーヴィド・フラム

デーヴィド・フラム（David Frum, 1960年 - ）は、2001年から2002年まで、ジョージ・W・ブッシュアメリカ合衆国大統領のスピーチライターを務めた人物。カナダ・オンタリオ州トロント生まれ。
母親のバーバラ・フルームはカナダで著名なジャーナリスト。妹のリンダもジャーナリスト。ユダヤ系。イェール大学で歴史学を専攻、1987年ハーバード・ロー・スクールを優等で卒業。1989年から1992年までウォール・ストリート・ジャーナル誌の編集者、1992年から1994年までフォーブス誌のコラムニストとして活躍。1994年から2000年までManhattan Institute for Public Policy Researchのシニア・フェローであった。
2000年ジョージ・W・ブッシュの選挙戦に伴い、アメリカ市民ではなかったが、ブッシュ陣営のスピーチ・ライターとなる。2002年の一般教書演説でイラン・イラク・北朝鮮を「悪の枢軸」と名指ししたことで注目を浴びる。
現在は保守系シンクタンクであるAEIの専任研究員。著書に「正しい男」がある。